# Prvenstvo Zadarskog nogometnog podsaveza 1962./63.
Prvenstvo Zadarskog nogometnog podsaveza (također i kao "Liga Zadarskog podsaveza", "Podsavezna liga Zadar") za sezonu 1962./63. je bila liga četvrtog stupnja nogometnog prvenstva Jugoslavije. 
 
Sudjelovalo je 6 klubova, a prvak je bio "Velebit" iz Benkovca. 

## Ljestvica
| mj. | klub               | ut. | pob. | ner. | por. | gol+ | gol- | bod |
| --- | ------------------ | --- | ---- | ---- | ---- | ---- | ---- | --- |
| 1.  | Velebit Benkovac   | 10  | 8    | 0    | 2    | 31   | 13   | 16  |
| 2.  | Omladinac Zadar    | 10  | 7    | 1    | 2    | 35   | 13   | 15  |
| 3.  | Sloboda Zadar      | 10  | 7    | 1    | 2    | 35   | 15   | 15  |
| 4.  | Goran Zaton        | 10  | 2    | 1    | 7    | 7    | 31   | 5   |
| 5.  | Dalmatinac Crno    | 10  | 2    | 0    | 8    | 16   | 37   | 4   |
| 6.  | Jedinstvo Bokanjac | 10  | 1    | 1    | 8    | 11   | 28   | 3   |

- Bokanjac – danas dio naselja Zadar

## Rezultatska križaljka
| kratica | klub               | DAL | GOR | JED | OML | SLO | VEL |
| --- | ------------------ | --- | --- | --- | --- | --- | --- |
| DAL | Dalmatinac Crno    |     |     |     |     |     |     |
| GOR | Goran Zaton        |     |     |     |     |     |     |
| JED | Jedinstvo Bokanjac |     |     |     |     |     |     |
| OML | Omladinac Zadar    |     |     |     |     |     |     |
| SLO | Sloboda Zadar      |     |     |     |     |     |     |
| VEL | Velebit Benkovac   |     |     |     |     |     |     |
| |                    |     |     |     |     |     |     |
| podebljan rezultat - utakmice od 1. do 5. kola (1. utakmica između klubova) rezultat normalne debljine - utakmice od 6. do 10. kola (2. utakmica između klubova) rezultat nakošen - nije vidljiv redoslijed odigravanja međusobnih utakmica iz dostupnih izvora rezultat nakošen i smanjen * - iz dostupnih izvora nije uočljiv domaćin susreta prekrižen rezultat - poništena ili brisana utakmica p - utakmica prekinuta 3:0 p.f. / 0:3 p.f. - rezultat 3:0 bez borbe n.i. - nije igrano |                    |     |     |     |     |     |     |

 Izvori: 